# Романчук Тит Юліанович
Тит Юліанович Романчу́к (1865, Львів — 1911, Ловран, тепер Хорватія) — маляр-імпресіоніст і графік. Син Юліяна Романчука та батько Антона Романчука.

## Біографія
Народився у Львові. Навчився у Львівській промисловій школі й в робітні С. Грохольського у Мюнхені. Писав картини з життя українського народу, серед яких — «На водопої» (1893), «З дороги» (1898). Карикатурист і ілюстратор «Зеркала» (1882), календаря «Просвіти» та «Історії України» М. Аркаса (1912). Квіти, пейзажі, жанрові картини, портрети.
Найкращі твори Романовича зберігаються у Львівському музеї українського мистецтва. Довгий час жив і помер у Ловрані (Хорватія). Похований на Личаківському цвинтарі, поле № 69.